# Polsten 20-mm-Flak
Die Polsten 20-mm-Maschinenkanone war ein Flugabwehrgeschütz, welches kurz vor Beginn des Zweiten Weltkrieges von polnischen Ingenieuren aus der 20-mm-Oerlikon-Luftabwehr-Kanone entwickelt worden war. Die Waffe war massiv vereinfacht und doch vergleichbar leistungsfähig.

## Entwicklung
Zum Zeitpunkt des Einmarsches der deutschen Wehrmacht im Jahr 1939 hatten die polnischen Entwickler einen Prototyp dieser Flugabwehrwaffe geschaffen. Das Konstruktionsteam flüchtete nach der Niederlage Polens nach Großbritannien und nahm dabei sowohl den Entwurf als auch einen Prototyp mit. Zusammen mit geflüchteten tschechischen und britischen Ingenieuren wurden in der Royal Small Arms Factory in Enfield die Entwicklungsarbeiten abgeschlossen.

## Technik
Die Polsten 20 mm war ursprünglich ein Design der Firma Oerlikon-Bührle. Der Entwurf der 20-mm-Oerlikon-Kanone war den polnischen Ingenieuren allerdings für eine Produktion zu aufwändig. Während das Oerlikon-Geschütz aus 250 Teilen bestand, konnte die Polsten mit nur 119 Teilen fertiggestellt werden. Die Leistungsfähigkeit des Geschützes litt dadurch keineswegs, vielmehr wurde eine geringfügig höhere Mündungsgeschwindigkeit und damit eine maximale Steighöhe der Geschosse von 2.200 m erreicht.
Bei der Betrachtung der Produktionskosten fällt der Vergleich deutlich zu Gunsten der Polsten aus, diese kostete mit 60 bis 70 BRP knapp ein Fünftel der Oerlikon.

## Einsatz
Die leichten Geschütze waren hervorragend für die Entwicklung von Flakpanzern geeignet. So wurden sowohl auf Cromwell als auch auf den Centaur Polsten 20-mm-Flak montiert. Ein spezieller Flakpanzer-Entwurf war der Skink. Für die Luftverteidigung britischer  Amphibienfahrzeuge und bei den frühen Centurion-Panzern gehörten auch Polsten-Geschütze zur Ausrüstung. Beim Centurion war sie als frei bewegliche Waffe auf der linken Turmseite montiert.
Während der Endphase des Zweiten Weltkrieges in den Jahren 1944 bis 1945 gehörte sie zur Ausrüstung britischer Infanteriebataillone.

## Technische Daten
- Kaliber: 20 mm
- Gewicht: 54,9 kg (Einzelgeschütz)
- Höhenrichtbereich: 0° bis +90°
- Mündungsgeschwindigkeit: 831 m/s
- effektive Schusshöhe: 2200 m